# Interactive System Productivity Facility
Interactive System Productivity Facility (ISPF) est un gestionnaire de dialogue destiné à améliorer l'ergonomie de manipulation du système TSO. Il permet de réaliser des applications à base de panels (images d’écrans préformatées), messages, tables, squelettes (modèles paramétrables de JCL par exemple), commandes Clists et macros (Clists sous l’éditeur). 

## Description
Une interface ISPLINK (ISPEXEC) permet de mettre en œuvre les principales fonctions d’ISPF par programme, CLIST, ou Rexx.
Deux langages de type script, CLIST, historiquement le plus vieux, et Rexx, plus récent et plus puissant 
permettent via les panels ISPF le développement d'applications dans le monde des grands systèmes (mainframe) IBM.